# Tudoriv, Huseatîn
Tudoriv (în ucraineană Тудорів, în 1946-2002 - Fedorivka) este o comună în raionul Huseatîn, regiunea Ternopil, Ucraina, formată numai din satul de reședință.

## Demografie
Componența lingvistică a comunei Fedorivka
     Ucraineană (100%)
Conform recensământului din 2001, toată populația comunei Fedorivka era vorbitoare de ucraineană (100%).